# Yuya Sato
Yuya Sato (født 10. februar 1986) er en japansk fodboldspiller, som spiller for den japanske fodboldklub JEF United Chiba.